# Carsula tarsalis
Carsula tarsalis är en insektsart som först beskrevs av Walker, F. 1870.  Carsula tarsalis ingår i släktet Carsula och familjen gräshoppor. Inga underarter finns listade i Catalogue of Life.